# Prapor Sibiř
Prapor Sibiř (ukrajinsky Батальйон Сибір) je polovojenská skupina složená z ruských občanů, stojících v opozici proti režimu Vladimira Putina. Členy této jednotky jsou Rusové, ale také příslušníci etnických menšin jako Jakuti, Burjati, Baškirové nebo Tuvinci, kteří vidí vítězství Ukrajiny jako příležitost k získání nezávislosti na Rusku nebo široké autonomie. Před podpisem smlouvy se podrobují důkladné kontrole, která může trvat až rok. Prapor nenabírá zajaté ruské vojáky.
Členové praporu se zúčastnili bitvy o Avdijivku. Dne 11. března 2024 se jednotka po boku Legie Svoboda Ruska zúčastnila útoku na ruskou Kurskou a Belgorodskou oblast. Na území Ruska podle svých slov pronikli s pomocí tanků a ovládli Ťotkino v Kurské oblasti, což Rusko popřelo.
Velitelem praporu je Vladislav Ammosov. Je etnický Jakut a tvrdí, že 15 let pracoval v ruské zahraniční vojenské zpravodajské službě GRU. Bojoval v první a druhé čečenské válce. Ammosov podporuje nezávislost pro svou rodnou republiku Sacha (Jakutsko).